# Kromme Elleboogstraat (Paramaribo)
De Kromme Elleboogstraat is een straat in de historische binnenstad van Paramaribo. De straat begint aan de Waterkant, heeft halverwege een afslag naar de Oude Hofstraat en eindigt op de Mr. F.H.R. Lim A Postraat.

## Bouwwerken
De straat werd in 1933 door de Surinaamsche Waterleiding Maatschappij (SWM) aangesloten op het waterleidingnet.
De straat begint aan de Waterkant, naast het ministerie van Sociale Zaken en Volkshuisvesting, en eindigt op de Mr. F.H.R. Lim A Postraat, naast Albergo Alberga. Halverwege gaat een afslag naar links naar de Oude Hofstraat.
In de straat bevinden zich onder meer enkele reisagenschappen, Conservation International Suriname, het Benz-huis en de Parbode.

### Monumenten
De volgende panden in de Kromme Elleboogstraat staan op de monumentenlijst:
| Omschrijving            | Bouwjaar                                  | Adres                      | Coördinaten                  | Objectnummer? | Afbeelding                    |
| ----------------------- | ----------------------------------------- | -------------------------- | ---------------------------- | ------------- | ----------------------------- |
| woonhuis: Het Benz-huis | 19e eeuw-20e eeuw (jugendstil-ornamenten) | Kromme Elleboogstraat 9-11 | 5° 49' 34" NB, 55° 9' 15" WL | APO 052       | Meer afbeeldingen Upload foto |
| woonhuis                |                                           | Kromme Elleboogstraat 14a  | 5° 49' 35" NB, 55° 9' 14" WL | BPO 038       | Upload foto                   |
| woonhuis                |                                           | Kromme Elleboogstraat 20   | 5° 49' 35" NB, 55° 9' 14" WL | BPO 039       | Meer afbeeldingen Upload foto |
| woonhuis                |                                           | Kromme Elleboogstraat 22   | 5° 49' 35" NB, 55° 9' 14" WL | BPO 040       | Meer afbeeldingen Upload foto |

## Stadsbrand van 1821

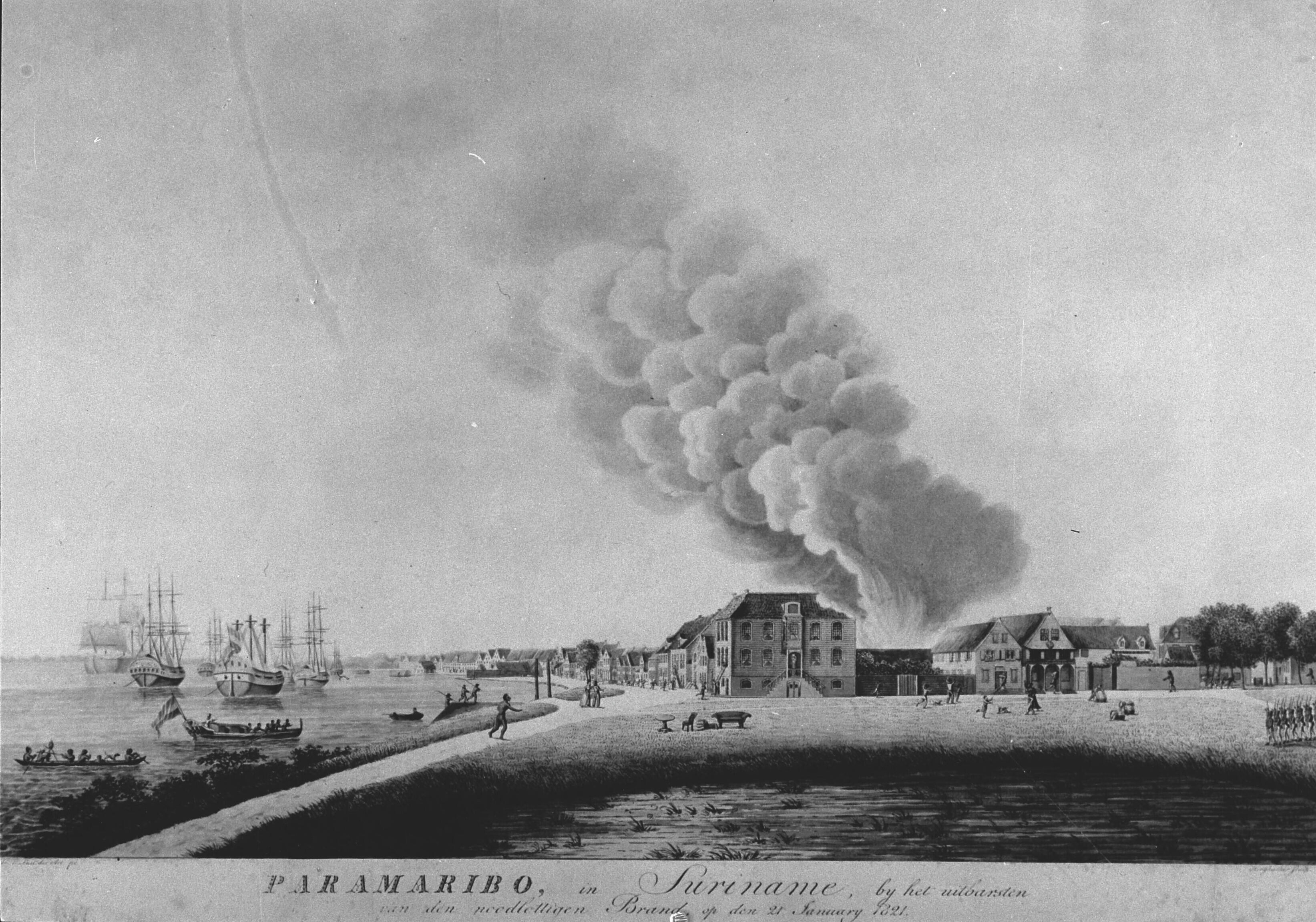
Prent van de stadsbrand van 1821

Op zondagmiddag 21 januari 1821 brak rond half twee brand uit in een huis op de hoek van het Gouvernementsplein en de Waterkant. De brand bleef vervolgens overslaan op andere huizen tot de brand de volgende dag om twaalf uur onder controle was. In tien straten brandden alle huizen af, waaronder in de Kromme Elleboogstraat. Ook andere straten werden zwaar getroffen.